# West Indies Women’s Cricket Team in Indien in der Saison 2024/25
Die Tour des West Indies Women’s Cricket Team2 nach Indien in der Saison 2024/25 fand vom 15. bis zum 27. Dezember 2024 statt. Die internationale Cricket-Tour war Bestandteil der Internationalen Cricket-Saison 2024/25 und umfasste drei WODIs und drei WTwenty20s. Die WODIs waren Teil der ICC Women’s Championship 2022–2025. Indien gewann die WTwenty20-Serie mit 2–1 und die WODI-Serie mit 3–0.

## Vorgeschichte
Indien spielte zuvor eine Tour gegen Neuseeland, für die West Indies war es die erste Tour der Saison. Das letzte Aufeinandertreffen der beiden Mannschaften bei einer Tour fand in der Saison 2019/20 in den West Indies statt.

## Stadien
Die folgenden Stadien wurden für die Tour als Austragungsort vorgesehen.
| Stadion          | Stadt       | Kapazität | Spiele       |
| ---------------- | ----------- | --------- | ------------ |
| DY Patil Stadium | Navi Mumbai | 55.000    | 1. – 3. WT20 |
| Kotambi Stadium  | Vadodara    | 40.000    | 1. – 3. WODI |

## Kaderlisten
Die West Indies benannten ihre Kader am 27. November 2024.
Indien benannte seine Kader am 13. Dezember 2024.
| WODI | WODI | WTwenty20 | WTwenty20 |
| Indien | West Indies | Indien | West Indies |
| --- | --- | --- | --- |
| - Harmanpreet Kaur (K) - Smriti Mandhana (VK) - Uma Chetry (wk) - Harleen Deol - Richa Ghosh (wk) - Tejal Hasabnis - Tanuja Kanwar - Minnu Mani - Priya Mishra - Pratika Rawal - Jemimah Rodrigues - Titas Sadhu - Deepti Sharma - Saima Thakor - Renuka Singh | - Hayley Matthews (K) - Shemaine Campbelle (VK, wk) - Aaliyah Alleyne - Shamilia Connell - Nerissa Crafton - Deandra Dottin - Afy Fletcher - Shabika Gajnabi - Chinelle Henry - Zaida James - Qiana Joseph - Mandy Mangru - Ashmini Munisar - Karishma Ramharack - Rashada Williams (wk) | - Harmanpreet Kaur (K) - Smriti Mandhana (VK) - Raghvi Bist - Uma Chetry (wk) - Richa Ghosh (wk) - Nandini Kashyap - Minnu Mani - Priya Mishra - Jemimah Rodrigues - Titas Sadhu - Sajeevan Sajana - Deepti Sharma - Saima Thakor - Renuka Singh - Radha Yadav | - Hayley Matthews (K) - Shemaine Campbelle (VK, wk) - Aaliyah Alleyne - Shamilia Connell - Nerissa Crafton - Deandra Dottin - Afy Fletcher - Shabika Gajnabi - Chinelle Henry - Zaida James - Qiana Joseph - Mandy Mangru - Ashmini Munisar - Karishma Ramharack - Rashada Williams (wk) |

## Women’s Twenty20 Internationals

### Erstes WTwenty20 in Navi Mumbai
| 15. Dezember Scorecard | Navi Mumbai | Indien 195-4 (20)          | – | West Indies 146-7 (20) |
|                        |             | Indien gewinnt mit 49 Runs |   |                        |

Die West Indies gewannen den Münzwurf und entschieden sich als Feldmannschaft zu beginnen. Für Indien begannen Smriti Mandhana und Uma Chetry als Eröffnungs-Batterinnen. Chetry erreichte 24 Runs und wurde durch Jemimah Rodrigues ersetzt. Mandhana erzielte ein Fifty über 54 Runs und wurde gefolgt von Richa Ghosh mit 20 Runs. Daraufhin kam Harmanpreet Kaur aufs Feld Rudrigues verlor ihr Wicket nach einem Fifty über 73 Runs. Kaur erreichte bis zum Ende des Innings 13* Runs, womit sie die Vorgabe für die West Indies auf 196 Runs erhöhte. Beste Bowlerin der West Indies war Karishma Ramharack mit 2 Wickets für 18 Runs. Für die West Indies formte Eröffnungs-Batterin Qiana Joseph zusammen mit der dritten Schlagfrau Shemaine Campbelle eine Partnerschaft. Campbelle gelangen 13 Runs und wurde gefolgt durch Deandra Dottin. Joseph erreichte 49 Runs und nachdem Shabika Gajnabi in Spiel gekommen war, schied Dottin nach einem Fifty über 52 Runs aus. Gajnabi konnte bis zum Ende des Innings 15* Runs beisteuern, was jedoch nicht ausreichte, um die Vorgabe einzuholen. Beste indische Bowlerin war Titas Sadhu mit 3 Wickets für 37 Runs. Als Spielerin des Spiels wurde Jemimah Rodrigues ausgezeichnet.

### Zweites WTwenty20 in Navi Mumbai
| 17. Dezember Scorecard | Navi Mumbai | Indien 159-9 (20)                 | – | West Indies 160-1 (15.4) |
|                        |             | West Indies gewinnt mit 9 Wickets |   |                          |

Die West Indies gewannen den Münzwurf und entschieden sich als Feldmannschaft zu beginnen. Für Indien bildete Eröffnungs-Batterin Smriti Mandhana und die dritte Schlagfrau Jemimah Rodrigues eine Partnerschaft. Rodrigues gelangen 13 Runs und wurde gefolgt durch Deepti Sharma. Mandhana erreichte ein Fifty über 62 Runs und kurz darauf schied auch Sharma nach 17 Runs aus. Richa Ghosh konnte daraufhin noch 32 weitere Runs erzielen, woraufhin die Vorgabe für die West Indies auf 160 Runs anstieg. Beste Bowlerinnen für die West Indies mit jeweils zwei Wickets: Deandra Dottin (für 14 Runs), Afy Fletcher (für 28 Runs), Hayley Matthews (für 36 Runs) und Chinelle Henry (für 37 Runs). Für die West Indies formten die Eröffnungs-Batterinnen Hayley Matthews und Qiana Joseph eine Partnerschaft. Joseph schied nach 38 Runs aus, bevor Matthews zusammen mit Shemaine Campbelle die Vorgabe im 16. Over einholte. Matthews erzielte dabei ein Fifty über 85* Runs und Campbelle 29* Runs. Das indische Wicket erzielte Saima Thakor. Als Spielerin des Spiels wurde Hayley Matthews ausgezeichnet.

### Drittes WTwenty20 in Navi Mumbai
| 19. Dezember Scorecard | Navi Mumbai | Indien 217-4 (20)          | – | West Indies 157-9 (20) |
|                        |             | Indien gewinnt mit 60 Runs |   |                        |

Die West Indies gewannen den Münzwurf und entschieden sich als Feldmannschaft zu beginnen. Für Indien formte Eröffnungs-Batterin Smriti Mandhana eine Partnerschaft zusammen mit der dritten Schlagfrau Jemimah Rodrigues. Rodrigues erreichte 39 Runs und wurde gefolgt durch Raghvi Bist ersetzt. Mandhana schied nach einem Fifty über 77 Runs aus und der hineinkommenden Richa Ghosh gelangen 31* Runs. Bist beendete daraufhin das Innings mit 31* Runs und erhöhte so die Vorgabe auf 218 Runs. Die Wickets der West Indies erzielten Chinelle Henry, Afy Fletcher, Aaliyah Alleyne und Deandra Dottin. Für die West Indies begannen Hayley Matthews und Qiana Joseph. Joseph erreichte 11 Runs und wurde gefolgt durch Deandra Dottin. Matthews gelangen 22 Runs, woraufhin Shemaine Campbelle aufs Feld kam. Dottin erzielte 25 Runs und Campbelle 17 weitere, bevor Chinelle Henry 43 Runs beisteuern konnte. Dies reichte jedoch nicht, die Vorgabe einzuholen. Beste indische Bowlerin war Radha Yadav mit 4 Wickets für 29 Runs. Als Spielerin des Spiels wurde Richa Ghosh ausgezeichnet.

## Women’s One-Day Internationals

### Erstes WODI in Vadodara
| 22. Dezember Scorecard | Vadodara | Indien 314-9 (50)           | – | West Indies 103 (26.2) |
|                        |          | Indien gewinnt mit 211 Runs |   |                        |

Die West Indies gewannen den Münzwurf und entschieden sich als Feldmannschaft zu beginnen. Als Spielerin des Spiels wurde Renuka Singh ausgezeichnet.

### Zweites WODI in Vadodara
| 24. Dezember Scorecard | Vadodara | Indien 358-5 (50)           | – | West Indies 243 (46.2) |
|                        |          | Indien gewinnt mit 115 Runs |   |                        |

Indien gewann den Münzwurf und entschied sich als Feldmannschaft zu beginnen. Als Spielerin des Spiels wurde Harleen Deol ausgezeichnet.

### Drittes WODI in Vadodara
| 27. Dezember Scorecard | Vadodara | West Indies 162 (38.5)       | – | Indien 167-5 (28.2) |
|                        |          | Indien gewinnt mit 5 Wickets |   |                     |

Die West Indies gewannen den Münzwurf und entschieden sich als Schlagmannschaft zu beginnen. Als Spielerin des Spiels wurde Deepti Sharma ausgezeichnet.

## Auszeichnungen

### Player of the Series
Als Player of the Series wurden die folgenden Spielerinnen ausgezeichnet.
| Serie | Player of the Series |
| ----- | -------------------- |
| WODI  | Renuka Singh         |
| WT20  | Smriti Mandhana      |

### Player of the Match
Als Player of the Match wurden die folgenden Spielerinnen ausgezeichnet.
| Spiel   | Player of the Match |
| ------- | ------------------- |
| 1. WODI | Renuka Singh        |
| 2. WODI | Harleen Deol        |
| 3. WODI | Deepti Sharma       |
| 1. WT20 | Jemimah Rodrigues   |
| 2. WT20 | Hayley Matthews     |
| 3. WT20 | Richa Ghosh         |

## Statistiken
Die folgenden Cricketstatistiken wurden bei dieser Tour erzielt.

### WTwenty20
| WTwenty20         | WTwenty20   | WTwenty20 | WTwenty20 | WTwenty20 | WTwenty20 | WTwenty20 | WTwenty20 | WTwenty20 |
| Batting           | Batting     | Batting   | Batting   | Batting   | Batting   | Batting   | Batting   | Batting   |
| Spieler           | Mannschaft  | Spiele    | Innings   | Runs      | Average   | HS        | 100s      | 50s       |
| ----------------- | ----------- | --------- | --------- | --------- | --------- | --------- | --------- | --------- |
| Smriti Mandhana   | Indien      | 3         | 3         | 193       | 64,33     | 77        | 0         | 3         |
| Jemimah Rodrigues | Indien      | 3         | 3         | 125       | 41,66     | 73        | 0         | 1         |
| Hayley Matthews   | West Indies | 3         | 3         | 108       | 54,00     | 85*       | 0         | 1         |
| Richa Ghosh       | Indien      | 3         | 3         | 106       | 35,33     | 54        | 0         | 1         |
| Qiana Joseph      | West Indies | 3         | 3         | 98        | 32,66     | 49        | 0         | 0         |
| Bowling           |             |           |           |           |           |           |           |           |
| Spieler           | Mannschaft  | Spiele    | Overs     | Wickets   | Average   | BBI       | 5W        | 10W       |
| Radha Yadav       | Indien      | 3         | 10.0      | 6         | 14,00     | 4/29      | 0         | 0         |
| Titas Sandhu      | Indien      | 3         | 9.0       | 4         | 25,00     | 3/37      | 0         | 0         |
| Denadra Dottin    | West Indies | 3         | 12.0      | 4         | 26,25     | 2/14      | 0         | 0         |
| Chinelle Henry    | West Indies | 3         | 8.0       | 3         | 22,66     | 2/37      | 0         | 0         |
| Deepti Sharma     | Indien      | 3         | 11.0      | 3         | 26,00     | 2/21      | 0         | 0         |
| Afy Fletcher      | West Indies | 3         | 9.0       | 3         | 30,33     | 2/18      | 0         | 0         |